# Microdytes schoedli
Microdytes schoedli är en skalbaggsart som beskrevs av Wewalka 1997. Microdytes schoedli ingår i släktet Microdytes och familjen dykare. Inga underarter finns listade i Catalogue of Life.